# Ludo Loos
Ludo Loos (* 13. Januar 1955 in Essen, Belgien; † 1. März 2019 in Brasschaat) war ein ehemaliger belgischer Radrennfahrer. Sein größter Sieg war der Etappensieg bei der Tour de France 1980.

## Sportliche Laufbahn
Ludo Loos nahm 1975 an der Internationalen Friedensfahrt und dem GP Tell teil. Ab 1976 wurde er Berufsfahrer beim belgischen Team EBO-Superia. Im ersten Jahr belegte er den sechsten Platz bei der Vuelta al Levante und den zweiten Platz in der Bergwertung der Vuelta a España. 1977 erreichte er Platz 3 bei der Bergwertung der Vuelta a España. 1978 erwirkte er Platz 3 beim Grand Prix Midi Libre und Platz 11 bei der Tour de l’Aude und beim Pfeil von Brabant. 1979 nahm er an der Vuelta a España teil, welche er als 38. beendete. Die Tour de France beendete er vorzeitig. 1980 gelang Loos sein wichtigster Sieg. Er gewann die 18. Etappe von Morzine nach Prapoutel-les-Sept-Laux und sammelte unterwegs sehr viele Bergwertungspunkte. Dadurch wurde er hinter Raymond Martin Zweiter in der Bergwertung und 18. in der Gesamtwertung der Tour de France. 1981 bis 1984 gab es keine nennenswerte Ergebnissen. 1985 belegte er den fünften Platz bei der Murcia-Rundfahrt. Bei der anschließenden Vuelta a España kamen Loos und Jaime Salva durch einen Hund zu Fall und verletzten sich beide schwer. Am Ende der Saison beendete Loos seine Profikarriere. Er startete 1987 als Trainer in seinem letzten Team, beendete diese Karriere aber nach einer Saison.
Ludo Loos starb 2019 im Krankenhaus AZ Klina (nl.: Algemeen Ziekenhuis) in Brasschaat nach längerer Krankheit.